# Apogee Software
Apogee Software, Ltd. – producent i wydawca gier. Firma została założona w 1987 roku, a od 1994 działa jako 3D Realms. Apogee Software najbardziej znany jest ze spopularyzowania trybu wydawniczego shareware oraz jako wydawca gier Commander Keen, Duke Nukem oraz Wolfenstein 3D.

## Gry wyprodukowane przez Apogee Software
- Beyond the Titanic (1986)
- Diamond Digger (1986)
- Maze Runner (1986)
- Kingdom of Kroz II (1987)
- Supernova (1987)
- Word Whiz (1990)
- Pharaoh’s Tomb (1990)
- Arctic Adventure (1991)
- Monuments of Mars (1991)
- Dark Ages (1991)
- Crystal Caves (1991)
- Duke Nukem (1991)
- Paganitzu (1991)
- Secret Agent (1992)
- Word Rescue (1992)
- Cosmo’s Cosmic Adventure (1992)
- Bio Menace (1993)
- Major Stryker (1993)
- Alien Carnage (Halloween Harry, 1993)
- Blake Stone: Aliens of Gold (1993)
- Duke Nukem II (1993)
- Monster Bash (1993)
- Raptor: Call of the Shadows (1994)
- Hocus Pocus (1994)
- Wacky Wheels (1994)
- Realms of Chaos (1995)
- Stargunner (1996)